# Igors Zujevs
Igors Zujevs (ros. Игорь Зуев, Igor Zujew; ur. 31 stycznia 1963) – łotewski polityk, przedsiębiorca i samorządowiec rosyjskiego pochodzenia, radny Rygi, od 2010 poseł na Sejm. 

## Życiorys
Ukończył średnią szkołę morską w Rydze, po czym pracował we flocie dalekomorskiej Rygi. Po upadku ZSRR zatrudniony w branży handlowej. Od 1998 prowadzi prywatne przedsiębiorstwo krawieckie "Magone". W wyborach w 2005 uzyskał mandat radnego Rygi z ramienia koalicji Łotewskiej Partii Socjalistycznej oraz ugrupowania "Dzimtene", w 2009 reelekcję z listy Centrum Zgody. W 2010 został wybrany posłem na Sejm w okręgu ryskim z rekomendacji LSP. W wyborach w 2011 uzyskał reelekcję. 
Stoi na czele władz towarzystwa "Labā Cerība". Zasiada we władzach Łotewskiej Partii Socjalistycznej.